# Still Want You
«Still Want You» es el segundo sencillo del compositor y cantante Brandon Flowers, el cual se desprende del álbum The Desired Effect, segundo material discográfico del también conocido como vocalista de la banda de rock The Killers. El tema está escrito por el mismo Flowers; y el vídeo del sencillo fue publicado en la plataforma YouTube el 13 de abril de 2015.